# سبنسر مارتن
سبنسر مارتن هو لاعب هوكي الجليد كندي، ولد في 8 يونيو 1995 في أوكفيل في كندا.

## وصلات خارجية
- سبنسر مارتن على موقع دوري الهوكي الوطني (الإنجليزية)
- سبنسر مارتن على موقع EliteProspects.com (الإنجليزية)
- سبنسر مارتن على موقع HockeyDB.com (الإنجليزية)
- سبنسر مارتن على موقع Hockey-Reference.com (الإنجليزية)